# Giorgi Kiknadse
Giorgi Kiknadse (georgisch გიორგი კიკნაძე; * 26. April 1976 in Tiflis) ist ein ehemaliger georgischer Fußballspieler und aktueller Fußballtrainer.
Kiknadze stieß im Alter von 17 Jahren zum Profi-Team von Dinamo Tiflis und gewann mit dem Klub zwischen 1994 und 1998 fünfmal die Meisterschaft seines Landes sowie viermal den Pokal. Nach einer Saison bei Torpedo Kutaissi wechselte der defensive Mittelfeldspieler im Herbst 1999 zu Samsunspor in die Türkei. Hier gelang es ihm jedoch nicht, Fuß zu fassen. Er absolvierte lediglich vier Spiele in der türkischen Süper Lig. Auch bei seiner nächsten Station, dem SC Freiburg, vermochte er sich nicht durchzusetzen. Obwohl er bei den Breisgauern zwischen 2000 und 2003 unter Vertrag stand, wurde er in keinem Pflichtspiel in der ersten Mannschaft eingesetzt. Kiknadze kehrte nach Georgien zurück und ließ seine Vereinskarriere bei Lokomotive Tiflis und Spartak Tiflis ausklingen.
Sein Debüt für die georgische Nationalelf gab er am 5. Dezember 1996 im Libanon. Bei der 2:4-Niederlage seines Teams steuerte er zur zwischenzeitlichen 2:0-Führung den einzigen Treffer seiner Laufbahn für sein Land bei. Insgesamt wurde Kiknadze zehnmal in die Nationalmannschaft berufen.
Bereits als Dreißigjähriger begann er als Trainer zu arbeiten. Er übernahm 2006 den kurz zuvor aus einer Fusion zweier Vereine entstandenen Klub Olimpi Rustawi und begann die Saison mit einer Serie von acht Spielen ohne Gegentor. Im Verlauf der Spielzeit scheiterten Verhandlungen über eine vorzeitige Vertragsverlängerung, so dass Kiknadze den Club noch vor Ende der Meisterschaft verließ. Nach einem kurzen Engagement bei Torpedo Kutaissi wurde er im April 2007 Cheftrainer von Lokomotive Tiflis. Dort arbeitete er bis Februar 2010, es folgten Trainerjobs bei Torpedo Kutaisi, Sioni Bolnisi und zuletzt (2017) beim FC Shevardeni.
Kiknadze ist ein Onkel des Fußballspielers Lewan Qenia.